# Segre
|  | Aquest article tracta sobre el riu. Vegeu-ne altres significats a «Segre (desambiguació)». |

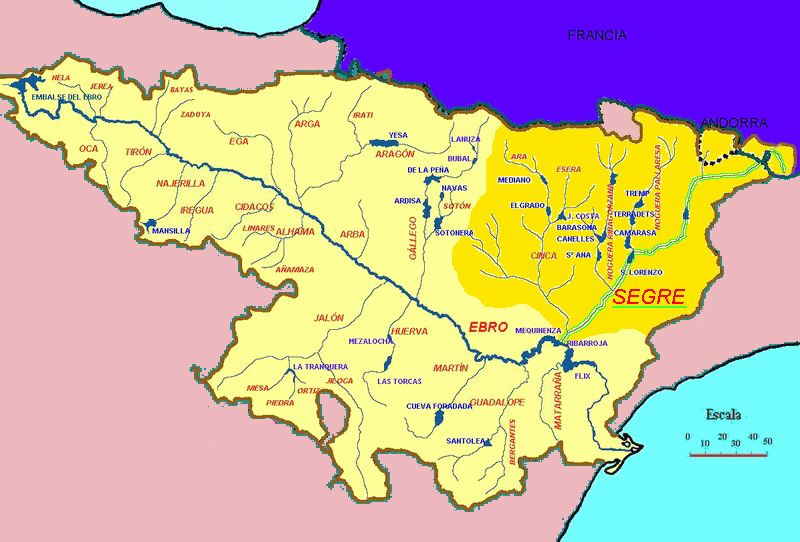
En groc, la Conca del Segre (Catalunya, Andorra i Aragó).

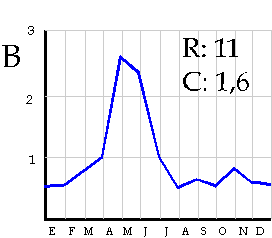
Gràfic de règim fluvial del Segre, segons l'Estació d'aforament de la Seu d'Urgell

El Segre (en llatí Sĭcŏris flumen) és un riu de Catalunya, afluent de l'Ebre per l'esquerra. La conca comprèn territoris de tres estats: França, Andorra i Espanya.
Al llarg d'aquest recorregut hi ha els embassaments d'Oliana, Rialb i Sant Llorenç de Montgai. En surten diversos canals i séquies de regadiu: el canal Segarra-Garrigues, el canal d'Urgell, amb les séquies corresponents: el canal de Balaguer, el canal de Seròs, etc. Considerant-ne la longitud, el cabal i la conca, és el principal afluent de l'Ebre.
A la fi dels anys 2010, s'hi han observat (una de les primeres vegades en terres mediterrànies) zones infectades pel julivert gegant, una espècie invasora que als rius d'Alemanya causa anualment uns deu milions d'euros de danys, ja que fomenta l'erosió.

## Etimologia
La primera menció que tenim del Segre és de Cèsar, als seus comentaris sobre la Guerra Civil. També apareix versificat a la Farsàlia, que en diu: 
| « | […] placidis praelabitur undis Hesperios inter Sicoris non ultimus amnes, Saxeus ingenti quem pons amplectitur arcu, Hibernas passurus aquas | » |

| «                                      | […] hi corre per davant [de Lleida], de corrent suau, el Segre, cèlebre riu d'Hespèria; l'abraça un pont de pedra amb una gran volta per resistir les crescudes de l'hivern | » |
| — Marc Anneu Lucà, Farsàlia, IV, 13-16 | |   |

El significat del topònim ens és desconegut, però és clarament preromà. No es torna a documentar fins al segle ix, que apareix documentat en manuscrits amb formes com Sequere o Secore.

## El Segre a l'Alta Cerdanya

### Naixença i primer tram entre muntanyes
El Segre es forma a l'extrem sud-est del terme comunal de Llo, als Clots de Segre, en un circ format, de nord-est a nord-oest, passant pel sud, pel Camp de Perones, el Pic de Finestrelles (2.826,9), el Coll de Finestrelles (2.604,9), el Pic del Segre, o Puigmal de Segre (2.843,2 m alt), el Pic Petit de Segre, o Puigmal Petit de Segre (2.808,8), el Puigmal de Llo (2.762,4), el Puig de Coma Dolça (	2.579,6) i la Tossa d'Er (2.342,8). A l'interior d'aquest circ neix el riu a la Font de Segre (a 2.404), i els seus afluents de capçalera: el Rec de Caires Forcs, el de la Solanera, el dels Collets, el de Coma Dolça i el de la Mata Fosca. Abans del Mas Patiràs i de les Gorges del Segre rep encara els recs del Coll de l'Escala, de Font Tarlit, del Montareu i de la Callella. En aquest tram es produeix ja el primer aprofitament hidràulic del riu: quan encara és a 1.715,4 metres d'altitud, se'n deriva per la dreta el Rec d'Esplugues que, mantenint sempre una alçada semblant, arriba al nord-est del poble de Llo, a 1.687 m alt.
Un cop superades les Gorges del Segre, el riu passa sota del Lladrer, on hi havia el Castell Vell de Llo, i encara hi ha les ruïnes de Sant Feliu de Castellvell i tot seguit arriba al sud del poble de Llo, on abandona definitivament la muntanya i entra en la plana de la Cerdanya.

## Afluents del riu Segre
Des del naixement fins a la desembocadura a l'Ebre:
| - Per la dreta: - Rec dels Collets - Rec dels Clots - Rec del Montareu - Rec de la Callella - Rec del Pastoret - Rec dels Torrents - Torrent dels Andius - Rec de Baell - Torrent de la Menua - Rec de l'Angust - Rec de l'Estaüja - El Reür - Riu d'Aravó, o de Querol - El Rigal - Torrent dels Estanys - Rec de la Devesa de Niula - Riu de Ger - Torrent Gros - Torrent dels Bous - Riu Duran - Torrent de la Farga Vella - Torrent de Codolet - Torrent d'Ulldebou - Torrent d'Anes - Torrent de la Banya - Torrent de la Casot - Torrent de Narvils - Riu de la Llosa - Riu de la Canya - Riu d'Arànser - Torrent de Sant Feliu - Torrent de la Manxa - Torrent de Sant Joan - Torrent de Roca Torta - Torrent de Tintipera - Torrent de Renoval - Torrent de Maltroc - Barranc de Castellnou - Torrent de l'Inglada - Torrent de la Vall - Canal de la Figuera - Riu de Bescaran - Torrent de les Arenes - Torrent de les Carboneres - Barranc de l'Ossa - Torrent de les Collades - Torrent de Leucata - Torrent de la Morera - La Valira - Torrent de la Mare de Déu de la Trobada - Riu d'Aravell - Llau de Casa - Llau de Sentegosa - Barranc de l'Oliva - Riu de la Guàrdia - Torrent de l'Enraiador - Barranc de Fontanella - Riu de Cabó - Riuet de Fontanet - Barranc del Vilarenc - Riu de Sallent - Riuet de Maçana - Torrent de la Selva d'Aubenç - Barranc del Boter - Barranc de Remolins - Barranc de Correrola - Torrent de Solans - Torrent de les Caubes - Torrent de Rombau - Rasa de Masquera - Rasa dels Escampollers - Rasa de les Canals - Rasa de Nerola - Torrent de Peramola - Torrent Salat - Rasa del Josepó - Rasa de Cosconera - Rasa dels Masos - Rasa de la Pastera - Rasa de la Canal - Rasa de Campabadal - Barranc de la Bastida - Barranc de Vilamallans - Clot de la Font de l'Omer - Clot dels Abellerols - El Rialb - el riu Boix - la Noguera Pallaresa - el riu de Farfanya - la Noguera Ribagorçana - el Noguerola - el Cinca | - Per l'esquerra: - Rec de Coma Dolça - Rec de la Mata Fosca - Rec de Font Tarlit - Rec de Montcald - Torrent Negre - Rec de Vedrinyans - la Ribera d'Er - Rec de la Verneda - Rec de Nervols - la Vanera, o Llavanera - Torrent d'Urtx - la Ribera d'Alp - Torrent de la Fou de Bor - el riu de l'Ingla - Torrent de Pi - Torrent de Ridolaina - el riu de Bastanist - el riu de Cerc - el riu de Tost - el riu de la Vansa - el riu de Perles - la Ribera Salada - la riera de Madrona - el Llobregós - el Sió - el riu Corb - la Clamor de les Canals - el riu Femosa - el riu de Set - Riu Ondara - Riu Cercavins |

## Termes municipals i comunals que travessa

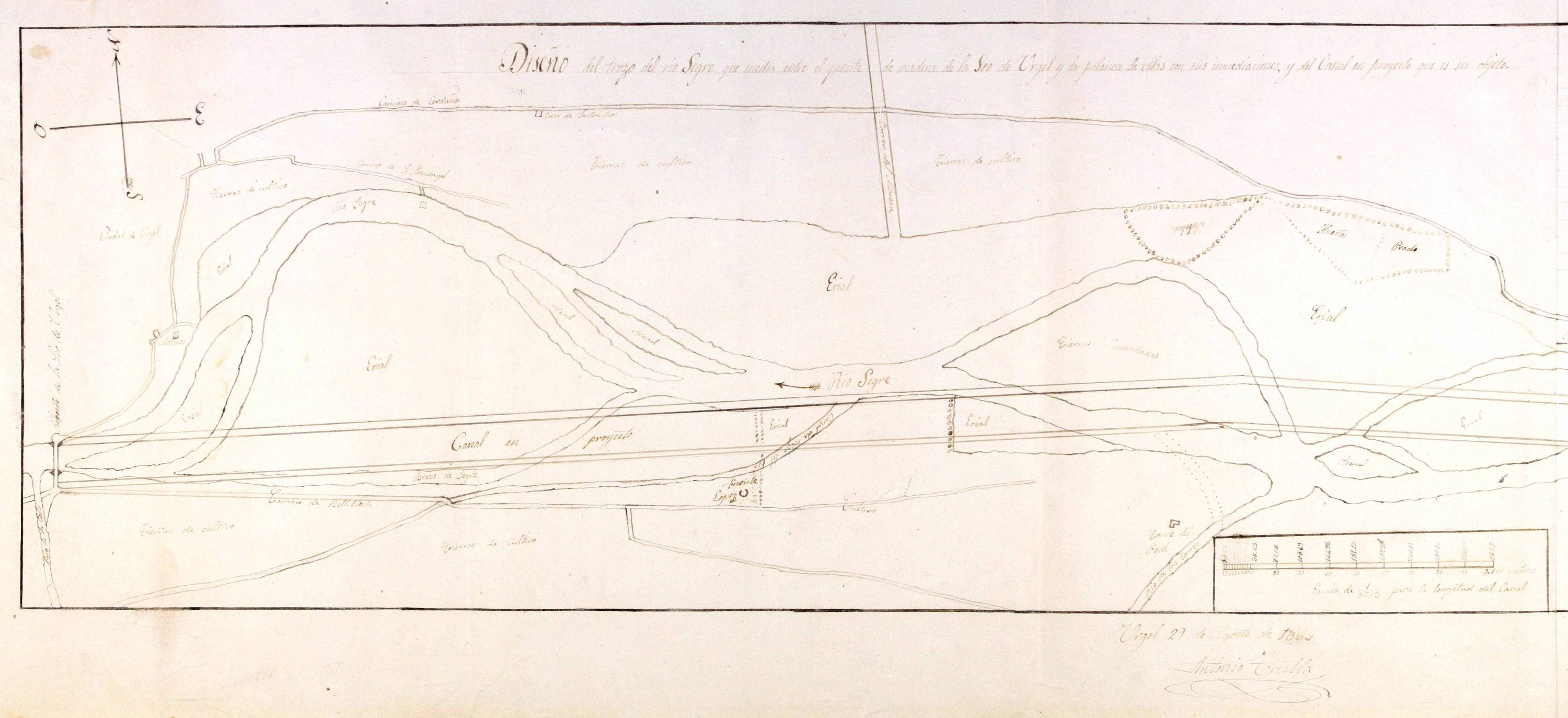
Projecte de canalització del Segre per La Seu d'Urgell el 1865 (no es va dur a terme)

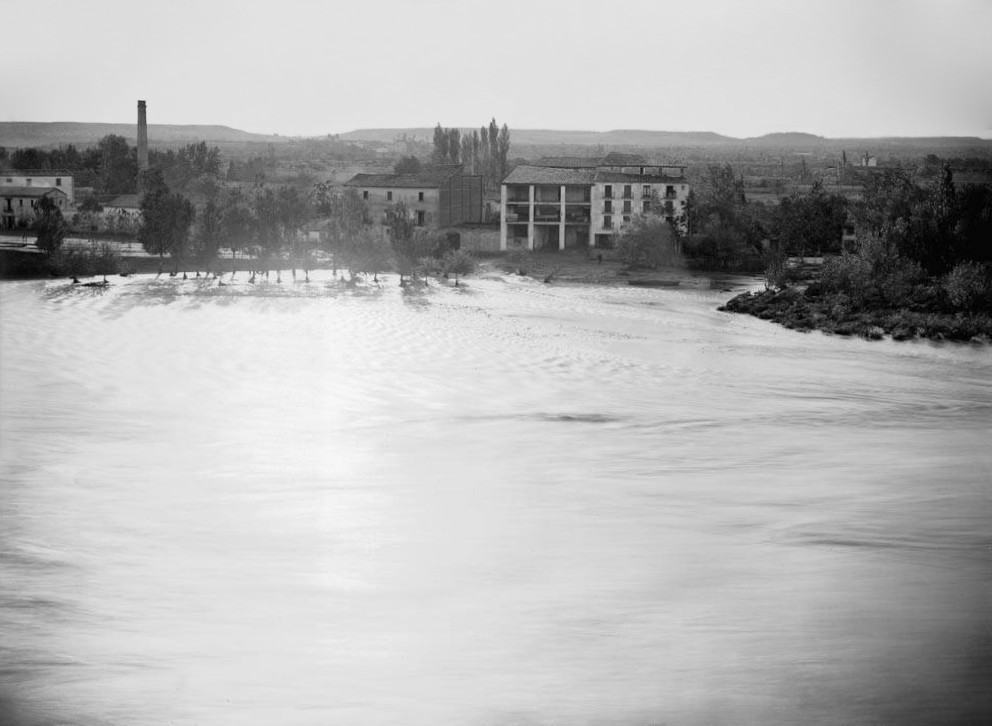
Ciutat de Lleida inundada per la crescuda del Segre. 26.10.1891

Des del naixement fins a la desembocadura a l'Ebre:

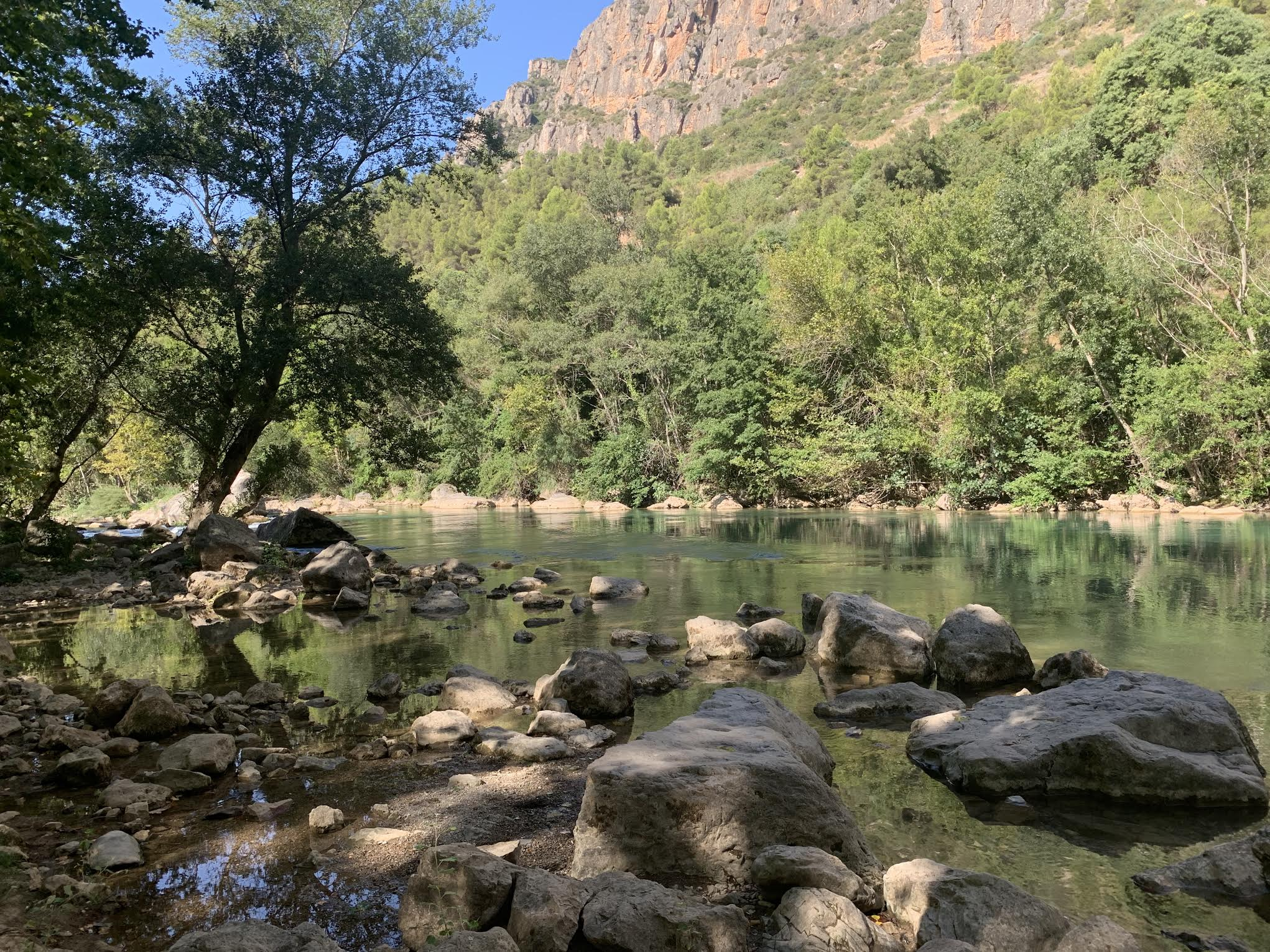
El Riu Segre després de l'aiguabarreig amb la Noguera Pallaresa

| - Alta Cerdanya: - Llo - Sallagosa - Estavar - Llívia - La Guingueta d'Ix - Baixa Cerdanya - Puigcerdà - Fontanals de Cerdanya - Bolvir - Ger - Isòvol - Das - Prats i Sansor - Bellver de Cerdanya - Prullans - Montellà i Martinet - Lles - Alt Urgell: - El Pont de Bar - Arsèguel - Estamariu | - - Alàs i Cerc - La Seu d'Urgell - Montferrer i Castellbò - El Pla de Sant Tirs - Les Valls d'Aguilar - Fígols i Alinyà - Organyà - Coll de Nargó - Peramola - Oliana - Bassella - Noguera: - La Baronia de Rialb - Tiurana - Ponts - Artesa de Segre - Foradada - Alòs de Balaguer - Camarasa - Os de Balaguer - Balaguer - Vallfogona de Balaguer | - - Térmens - Menàrguens - Torrelameu - Segrià: - Vilanova de la Barca - Corbins - Alcoletge - Lleida - Albatàrrec - Montoliu de Lleida - Sudanell - Alcarràs - Torres de Segre - Soses - Aitona - Seròs - Massalcoreig - la Granja d'Escarp - Baix Cinca: - Torrent de Cinca - Mequinensa |